# Żabno (gmina w województwie słupskim)
Żabno – dawna gmina wiejska istniejąca w latach 1973–1976 w woj. koszalińskim i woj. słupskim (dzisiejsze woj. pomorskie). Siedzibą władz gminy było Żabno.
Gmina Żabno została utworzona 1 stycznia 1973 w powiecie miasteckim w woj. koszalińskim. Objęła 15 sołectw: Barkocin, Dolsko, Głodowo, Kwisno, Łobzowo, Piaszczyna, Podgórze, Popowice, Przyborze, Role, Turowo, Wałdowo, Wiatrołom, Witanowo i Zagony.
Wkrótce sołectwa Przyborze i Zagony zniesiono, łącząc je w jedno sołectwo Wądół.
1 czerwca 1975 gmina weszła w skład nowo utworzonego woj. słupskiego.
1 lipca 1976 gmina została zniesiona a jej tereny przyłączone do gmin:
- Kołczygłowy (obszary sołectw: Barkocino, Łobzowo, Podgórze, Witanowo i Wądół),
- Miastko (obszary sołectw: Dolsko, Głodowo, Kwisno, Popowice, Piaszczyna, Role, Turowo, Wałdowo i Wiatrołom).

1 stycznia 2010 Zagony odłączono od gminy Kołczygłowy (od sołectwa Wądół), włączając je do gminy Tuchomie, gdzie utworzyły odrębne sołectwo Zagony.